# Лунлін
24°35′37″ пн. ш. 98°41′33″ сх. д. / 24.59362° пн. ш. 98.69238° сх. д.
Лунлін (кит. 龙陵县, пін. Lónglíng Xiàn) — один із повітів КНР у складі префектури Баошань, провінція Юньнань. Адміністративний центр — містечко Луншань.

## Географія
Лунлін лежить на висоті близько 1560 метрів над рівнем моря у горах Гендуаншань. Східним та південним кордоном повіту слугує річка Салуїн, північно-західним — Швелі.

### Клімат
Повіт знаходиться у зоні, котра характеризується океанічним кліматом субтропічних нагір'їв. Найтепліший місяць — серпень із середньою температурою 20,2 °C. Найхолодніший місяць — січень, із середньою температурою 7,6 °С.
| Клімат повіту Лунлін    | Клімат повіту Лунлін | Клімат повіту Лунлін | Клімат повіту Лунлін | Клімат повіту Лунлін | Клімат повіту Лунлін | Клімат повіту Лунлін | Клімат повіту Лунлін | Клімат повіту Лунлін | Клімат повіту Лунлін | Клімат повіту Лунлін | Клімат повіту Лунлін | Клімат повіту Лунлін | Клімат повіту Лунлін |
| Показник                | Січ.                 | Лют.                 | Бер.                 | Квіт.                | Трав.                | Черв.                | Лип.                 | Серп.                | Вер.                 | Жовт.                | Лист.                | Груд.                | Рік                  |
| Середній максимум, °C   | 16,6                 | 18                   | 21,2                 | 23,4                 | 24,1                 | 23,5                 | 22,9                 | 24,2                 | 24,1                 | 22,8                 | 20                   | 17,4                 | 21,5                 |
| Середня температура, °C | 7,6                  | 9,2                  | 12,2                 | 15,4                 | 18,4                 | 20,1                 | 19,9                 | 20,2                 | 19,4                 | 16,9                 | 12,4                 | 8,8                  | 15                   |
| Середній мінімум, °C    | 1,2                  | 2,4                  | 4,9                  | 9,1                  | 13,9                 | 17,9                 | 18,2                 | 18,0                 | 16,7                 | 13,4                 | 7,7                  | 3,3                  | 10,6                 |
| Норма опадів, мм        | 21.1                 | 38.1                 | 36                   | 81.9                 | 201                  | 369.9                | 447.9                | 389.5                | 258.5                | 182.1                | 66.9                 | 19.6                 | 2112.5               |
| Вологість повітря, %    | 82                   | 79                   | 76                   | 79                   | 84                   | 90                   | 93                   | 91                   | 90                   | 89                   | 86                   | 85                   | 85.3                 |
| ----------------------- | -------------------- | -------------------- | -------------------- | -------------------- | -------------------- | -------------------- | -------------------- | -------------------- | -------------------- | -------------------- | -------------------- | -------------------- | -------------------- |
| Джерело: data.cma.cn    |                      |                      |                      |                      |                      |                      |                      |                      |                      |                      |                      |                      |                      |